# Yingjiang (socken i Kina)
Yingjiang (kinesiska: 营江, 营江乡) är en socken i Kina. Den ligger i provinsen Hunan, i den södra delen av landet, omkring 330 kilometer sydväst om provinshuvudstaden Changsha. Antalet invånare är 13749. Befolkningen består av 6 409 kvinnor och 7 340 män. Barn under 15 år utgör 27,0 %, vuxna 15-64 år 65 %, och äldre över 65 år 7,0 %.
Genomsnittlig årsnederbörd är 2 044 millimeter. Den regnigaste månaden är maj, med i genomsnitt 302 mm nederbörd, och den torraste är oktober, med 49 mm nederbörd.